# Gyalidea
Gyalidea Lettau ex Vězda (czernik) – rodzaj grzybów z rodziny Gomphillaceae. Ze względu na współżycie z glonami zaliczany jest do grupy porostów.

## Systematyka i nazewnictwo
Pozycja w klasyfikacji według Index Fungorum: Gomphillaceae, Ostropales, Ostropomycetidae, Lecanoromycetes, Pezizomycotina, Ascomycota, Fungi.
Synonimy nazwy naukowej: Aglaothecium Groenh., Cappellettia Tomas. & Cif.
Nazwa polska według W. Fałtynowicza.

## Niektóre gatunki
- Gyalidea diaphana (Nyl.) Vězda 1978 – czernik cienki
- Gyalidea epiphylla Vězda 1966
- Gyalidea fritzei (Stein) Vězda 1966
- Gyalidea hensseniae Hafellner, Poelt & Vězda 1990
- Gyalidea hyalinescens (Nyl.) Vězda 1966
- Gyalidea lecideopsis (A. Massal.) Lettau ex Vězda 1966 – czernik krążniczkowy
- Gyalidea psammoica (Nyl.) Lettau 1937[4] – czernik piaskowy
- Gyalidea rivularis (Eitner) J. Novák & Tobol. 1975 – czernik Fritza[5]
- Gyalidea roseola (Arnold) Lettau ex Vězda 1966
- Gyalidea subscutellaris (Vězda) Vězda 1966

Nazwy naukowe na podstawie Index Fungorum. Nazwy polskie według W. Fałtynowicza.